# Botoputih (Bendungan)
Botoputih is een bestuurslaag in het regentschap Trenggalek van de provincie Oost-Java, Indonesië. Botoputih telt 3992 inwoners (volkstelling 2010).